# Adelmann von Beauvais
Adelmann von Beauvais, auch Adelmannus, Adalmannus, Hildemannus († 846) war Bischof von Beauvais und ein katholischer Heiliger.
Adelmann lebte als Mönch im Benediktinerkloster Corbie bei Amiens in Nordfrankreich. Der Abt des Benediktinerklosters, der heilige Adalhard war Adelmanns Lehrer und geistlicher Vater. Adalhard empfahl Adelmann als Bischof von Beauvais in der Picardie, woraufhin dieser der Überlieferung zufolge von Kaiser, der Geistlichkeit und dem Volk einstimmig 821 zum Bischof gewählt wurde.
Der Festtag des heiligen Adelmann von Beauvais ist der 4. Dezember. Anderen Quellen zufolge wird sein Gedenktag auch am 8. Dezember, 11. Dezember oder 19. Juli begangen. Sein Name stammt aus dem Althochdeutschen und bedeutet edler Mann bzw. Edelmann.